# 特伦斯·扬
斯圖爾特·特伦斯·赫伯特·扬（英語：Stewart Terence Herbert Young；1915年6月20日—1994年9月7日），英国著名导演，007系列电影《诺博士》（1962年）、《来自俄罗斯的爱情》（1963年）以及《雷霆万钧》（1965年）的总导演。

## 传记
杨的爸爸是上海公共租界巡捕房的总督察，因此扬于1915年生于上海租界，后来上了英国的一所公学。和他所创作的詹姆斯·邦德一样，扬在剑桥大学圣凯瑟琳学院学习东方历史本科毕业。
作为Irish Guards的一员，扬在第二次世界大战时期是坦克指挥，他参与了在荷兰阿纳姆进行的市場花園军事行动。

## 电影生涯

### 邦德/扬
“特伦斯·扬就是詹姆斯·邦德”，Robert Cotton写到。

### 晚期作品
在拍摄两部邦德系列电影之后，扬还导演过一些列电影，包括The Amorous Adventures of Moll Flanders（与理查德·布兰森和金·露華夫妇合作）、《雷霆万钧》以及Wait Until Dark（奥黛丽·赫本主演）。
奥利佛和扬从1943年开始就是好朋友，那是奥利佛先提出由特伦斯·扬导演他的片子亨利五世，不过扬拒绝了。
特伦斯·扬的妻子是Dorothea Bennett。79岁时，特伦斯·扬因为心脏病突发在法国戛纳去世。

## 传记
- Gerosa, Mario. . Piombino: Il Foglio. 2009. ISBN 978-88-7606-230-8.